# Abolhassan Banisadr
El sàyyid Abolhassan Banisadr (persa: ابوالحسن بنی‌صدر) (Hamadan, 22 de març de 1933 - 13è districte de París, 9 d'octubre de 2021) va ser un polític i escriptor iranià, primer President de l'Iran l'any 1980. Va ser diputat, ministre d'afers exteriors breument el 1979 i ministre de finances i economia del 1979 fins al 1980.
Amb el govern interí controlant l'Iran, Banisadr va ser nomenat viceministre de Finances el 4 de febrer de 1979. Sota la direcció de Ruhol·lah Khomeini, també esdevingué membre del Consell de la Revolució Islàmica, ocupant l'escó de Mehdi Bazargan quan aquest es va convertir en el primer ministre de l'Iran. Bazargan i el seu govern van dimitir el 4 de novembre quan va esclatar la Crisi dels ostatges a l'Iran, en protesta per la violació de l'seu diplomàtica dels Estats Units d'Amèrica i la presa d'ostatges, i com a reconeixement de la incapacitat de fer-se obeir pels escamots revolucionaris. Després de la dimissió del ministre de Finances Ali Ardalan el 17 de novembre de 1979, Banisadr va ser ascendit al càrrec. El 12 de novembre de 1979, amb el govern provisional dissolt, Banisadr va ser nomenat pel Consell per substituir Ebrahim Yazdi com a ministre d'Afers Exteriors. El gener de 1980, Banisadr es va registrar per convertir-se en candidat al nou càrrec presidencial de l'Iran. No era un clergue islàmic; Khomeini, el líder suprem de l'Iran amb una autoritat constitucional per acomiadar polítics, havia insistit que els clergues no es postulessin a càrrecs al govern. El 25 de gener de 1980, Banisadr va ser elegit per a un mandat de quatre anys com a president, rebent el 78,9 per cent dels vots, i va ser investit el 4 de febrer.
La derrota en la batalla de Dezful va tenir importants implicacions polítiques a l'Iran. Banisadr esperava que una victòria important ajudaria a augmentar la seva posició política i ajudaria a silenciar els seus crítics oponents, però el seu grau d'aprovació va baixar dràsticament i els seus oponents el van atacar encara més, i l'exèrcit, al qual donava suport, estava ara encara més desacreditat. El juny de 1981 el Majlis (Parlament iranià) liderat pel Partit Republicà Islàmic i el primer ministre Mohammad Ali Rajai el van destituir. L'aiatol·là Ruhol·lah Khomeini, que havia fet el paper d'un "àrbitre neutral" i que durant l'any anterior havia intentat resoldre les diferències entre Banisadr i els seus oponents, va aprovar la seva destitució. Banisadr va fugir del país disfressat amb un pilot de la força aèria que desertava per evitar l'arrest i va ser substituït per una junta no oficial, liderada pel president Rajaii, el nou primer ministre Javad Bahonar i el president del Parlament Ali Akbar Hashemi Rafsanjani, que va prohibir tots els partits polítics, excepte el Partit Republicà Islàmic.
Banisadr, amagat amb el suport del Mojahedin-e-kalq (MEK) va intentar organitzar una aliança de faccions anti-Khomeini per recuperar el poder, incloent el MEK, el Partit Democràtic del Kurdistan Iranià i l'Organització Fedaian, mentre evitava qualsevol contacte amb grups monàrquics exiliats. Es va reunir moltes vegades mentre s'amagava amb el líder del MEK Massoud Rajavi per planificar una aliança, però després de l'execució el 27 de juliol del membre del MEK Mohammad Reza Saadati, Banisadr i Rajavi van concloure que no era segur romandre a l'Iran. Va haver d'exiliar-se a París, on va morir d'una malaltia prolongada.